# Castellaneta
Castellaneta város(közigazgatásilag comune) Olaszország Puglia régiójában, Taranto megyében.

## Fekvése
A város a Gravina Grande nevű szurdokvölgy peremén épült fel, a Murgia északnyugati részén.

## Történelme
A hivatalos tudományos nézet szerint a mai város ősét (Castania) 550-ben alapították a szomszédos településekről, a szaracén támadások elől elmenekülő lakosok. Több régész és történész véleménye azonban eltér: szerintük a várost görög telepesek alapították majd a 8. században a szaracénok elpusztították, a túlélő lakosok a szomszédos dombon pedig egy erődítményt építettek Castellum Unitum név alatt. 
A várost 1064-ben a normannok foglalták el, akik elűzték lakosait. Ebben az időben vált püspöki székhellyé. A 13. században Anjou Károly hűbéri birtokká nyilvánította, majd később szabad királyi várossá. 
A várost 1519-ben, a Nápolyi Királyságban uralkodó spanyol alkirályok eladták flamand kereskedőknek minek következtében a város hanyatlásnak indult.

## Népessége
A népesség számának alakulása:

## Látnivalók
- az 1220-ban épült San Nicola-katedrális, melyet a  18. században barokk stílusban újjáépítettek. A katedrálishoz kapcsolódik a Püspöki Palota értékes műgyűjteménnyel.
- a reneszánsz homlokzatú San Domenico-templom
- az 1471-ben épült San Francesco d’Assisi-templom
- a 13. században, gótikus stílusban felépült Santa Maria della Luce-templom
- a Gravina di Castellaneta-barlang, melyben egykoron templom működött